# Joseph Rüe
Joseph Fortuné Ruë, né le 29 janvier 1894 à Callian (Var) et mort le 11 février 1976 à Toulon, est un vice-amiral de la Marine française au tournant de la Seconde Guerre mondiale.

## Carrière militaire
Après ses études primaires à Callian, village du pays de Fayence dans l'est du Var, il poursuit ses études secondaires au lycée de Toulon et entre à l'école navale en 1913. Pendant la Première Guerre mondiale, il embarque sur le croiseur cuirassé Jeanne d'Arc pour des missions de surveillance puis assurera la protection du canal de Suez à Port-Saïd. Il embarque en 1916 sur le cuirassé Gaulois qui est torpillé par un sous-marin allemand, ce qui vaut au jeune officier Rue sa première citation pour son sang-froid lors de cette attaque. Il est nommé enseigne de vaisseau de première classe en février 1916. Il  navigue ensuite sur le torpilleur Cognée. Il est décoré de la Croix de guerre en 1917.
Il suit l'école de perfectionnement et est nommé lieutenant de vaisseau en 1920. Il est affecté sur le Francis-Garnier puis sur le Casque, deux torpilleurs de la classe Bouclier.
Breveté canonnier, il est directeur de tir en 1926 Il est ensuite breveté sous-marinier et prendra le commandement des sous-marins Atalante et Joessel. Sous son commandement, le Joessel, avec le 
Fulton seront les premiers sous-marins français à franchir l'équateur en 1930 lors d'une navigation vers les territoires français de l'océan Indien.
Il est nommé capitaine de corvette en 1930 puis capitaine de frégate en 1936. Il prend le commandement à Toulon de la 13e division de contre-torpilleurs.

### Seconde Guerre Mondiale
Pendant la Seconde Guerre mondiale, il prend le grade de capitaine de vaisseau en 1942.  Alors qu'il est en poste au Maroc au sein de la marine du régime de Vichy, il assiste au débarquement allié en Afrique du Nord.
Rallié aux Alliés, il reçoit en 1943 le commandement du Lorraine dont il a plaidé pour sa réhabilitation à cause de sa puissance de feu. Il  prend ainsi part aux opérations du débarquement de Provence en août 1944 dans le secteur de Saint-Raphaël, appuyant le débarquement des troupes américaines en neutralisant les batteries du bord de mer et celles des forts de Sospet et de Castillon.
Puis il soutient la progression de la 1re division française libre sur le littoral varois, entre Hyères et La Garde puis combat la batterie allemande du fort de Cépet sur la presqu'île de Saint-Mandrier lors de la prise de Toulon.
Fait contre-amiral en 1944, il mènera, toujours sur le Lorraine, une flotte de dix vaisseaux militaires, les opérations navales de l'opération Vénérable pour reprendre la poche de Royan aux Allemands en avril 1945.

### Après guerre
Il commande la marine nationale à Oran en 1945, réorganisant la marine en Algérie puis à Bizerte en 1946 (où la marine nationale dispose d'une importante base navale). Il quitte le service actif en 1951.
Il meurt le 11 février 1976, à 82 ans, à Toulon des suites d'un accident de la route (son véhicule avait percuté un poids-lourd) et est inhumé à Callian, son village de naissance où il avait conservé la maison familiale.

## Distinctions et hommages

### Décorations
- Grand officier de la Légion d'honneur[6]
- Officier de la Legion of Merit (États-Unis)
- Croix de guerre 1914-1918

### Hommages
- Un boulevard de la commune de Callian porte son nom.